# Adrien Vandelle
Adrien Vandelle   (Les Rousses, 29 d'agost de 1902 - Les Rousses, 16 d'octubre de 1976) fou un esquiador francès que va competir durant la dècada del 1920.
El 1924 va prendre part en els Jocs Olímpics de Chamonix. Va guanyar la medalla de bronze en la prova de patrulla militar per equips, formant equip amb Camille Mandrillon, Georges Berthet i Maurice Mandrillon. En aquests mateixos Jocs fou vintè en la combinada nòrdica i vint-i-novè en els 18 quilòmetres del programa d'esquí de fons.
El 1923 fou el tercer millor saltador d'esquí de la classificació mundial.